# Église Saint-Blaise de Boudy
L'église Saint-Blaise est une église catholique située à Boudy-de-Beauregard, en France.

## Localisation
L'église est située dans le département français de Lot-et-Garonne, sur le territoire de la commune de Boudy-de-Beauregard.

## Historique
D'après l'appareillage du chœur, l'église a dû être construite au XIIe siècle.
Elle a été restaurée au XIVe ou XVe siècle. 
L'église a été remaniée après les guerres de religion. Les fenêtres sud de la nef ont dû être percées au XVIIe siècle. Le porche contre l'élévation nord  est probablement de la même époque.  L'église a perdu son clocher triangulaire, après 1682.
Les murs du chœur ont été rehaussés au XVIIIe siècle ainsi que la sacristie placée contre le côté sud du chevet.
Un décor naïf a été réalisé dans le chœur en 1835 avec une représentation de Dieu le Père sous l'apparence d'un personnage barbu et de la colombe du Saint-Esprit, sur le cul-de-four. Deux autels latéraux ont aussi été mis en place.
L'édifice est inscrit au titre des monuments historiques le 23 août 1996,.